# Олимє
Олимє (словен. Olimje) — поселення в общині Подчетртек, Савинський регіон, Словенія. Висота над рівнем моря: 413,5 м.